# Ēriks Ešenvalds
Ēriks Ešenvalds (Priekule, 1977. január 26.) lett zeneszerző és előadóművész.

## Élete
1977-ben született a lettországi Priekulē városban. Gyermekkorától zenét tanult hazájában és külföldön is. A rigai 31. sz. Középiskola tanára volt, majd 2002 és 2011 között a Latvija állami kórus tagja. 2002 óta a Lett Zeneszerzők Uniójának tagja. 2011 és 2013 között a cambridge-i egyetemen a Trinity College külsős tagja (fellow commoner) Kreatív Művészet szakirányon.
Nős, három gyermek apja.

## Tanulmányai
Gyerekkora óta zenei iskolákba járt, BA (2002) és MA (2004) fokozatát is a Lett Zeneakadémián szerezte. Ezen kívül nyári egyetemeken és programokban is tanult: Lett Fiatal-zenész Tábor (Ogre, 2000, 2002), De Villecroze Nyári Akadémia (Franciaország, 2001), Nemzetközi GAUDEAMUS zenei hét (Amszterdam, 2003; Franciaország, 2004; Norvégia, 2005-2006).

## Elismerések
- Honourable Mention (elismerő oklevél) a Nemzetközi Klarinét Szövetség versenyén Miami-ban az Iespaidi Sāremā (Saaremaai impressziók) című műért
- Első hely Fiatal Zeneszerzők kategóriában a 2006-os Zeneszerzők Nemzetközi Mustrája versenyen a Légende de la femme emmurée című műért
- Lett Zenei Nagydíj (2005)

## Művei
Műveinek teljes listája elérhető a Musica Baltica honlapján.

### Hangfelvételek
- Cryptic for flute, accordion and two kokles (előadó: Altera veritas). Skatoties... sapņojot, 2005, Brīvās mūzikas aģentūra
- Laika robežas (Az Idő Határai) vonószenekarra (előadó: Rīgas kamermūziķi, vez. Normunds Šnē). Symphonia Ipsa, 2005, LMIC CD-2005-5/6
- Passion and Resurrection oratórium (előadó: Kristīne Gailīte, a Latvija Állami Akadémiai Kórus, a Liepāja Szimfonikus Zenekar, vez. Māris Sirmais). Ēriks Ešenvalds. Passion and Resurrection. Rihards Dubra. Te Deum, 2006, the State Academic Choir Latvija, VAK-0601
- Jūras ainava (Tengeri látkép) (előadó: Juris Žvikovs). Latviešu klaviermūzikas antoloģija. Anthology of Latvian Piano Music, 2006, Juris Žvikovs
- Légende de la femme emmurée (előadó: a Lett Rádió Kórusa, vez. Sigvards Kļava). Winning Music. Award Winning Compositions by Latvian Composers, 2006, LMIC, 007
- Amazing Grace / A Drop in the Ocean (előadó: Youth Choir Kamēr..., vez. Māris Sirmais). *Aizej, lietiņ! (Távozz, Eső) (előadó: Youth Choir Kamēr..., Altera veritas, vez. Māris Sirmais). Veltījumi jauniešu korim Kamēr..., 2007, Quartz, QTZ2065
- Légende de la femme emmurée (előadó: Lett Rádiókórus, vez. Sigvards Kļava). Glorious Hill, 2007, GB Records, BCGBCD09
- Klusuma dziesmas (A csend dalai) (előadó: Reinberts Everss, St. Christopher Chamber Orchestra Vilnius, vez. Donatas Katkus). Mirage. Baltic Compositions for Guitar and Orchestra, 2007, ambitus music production, amb 96901
- Iespaidi Sāremā (Saaremaa-i impressziók) (előadó: Česlavs Grods, Baiba Jūrmale). Music for Winds by Latvian Composers, 2008, LMIC 016
- Protest for trombone-tuba quartet and electronics (előadó: Shady Brass Q). Latvian Composers, 2008, Shady Brass Q, CD-SBQ 1
- Pūt, vējiņi! (Fújj, Szél!) (előadó: Ensemble Suitu sievas, Jānis Paukštello, Lett Rádiókórus, Kaspars Bārbals, Māris Jēkabsons, Evita Dūra, Aldis Liepiņš, Ginta Garūta, vez. Sigvards Kļava) / Suitu sievu Jāņu diena (Suiti asszonyai nyárközépkor) (előadó: Ensemble Suitu sievas, Elīna Libauere, Kārlis Rūtentāls, Lett Rádiókórus, Ginta Garūta, vez. Sigvards Kļava). Latvijas Radio koris un suitu sievas. Suitu mēle, 2008, Latvijas Radio, LRCD050
- Evening (előadó: Latvija Állami Kórus, vez. Māris Sirmais). From the Baltic Coast, 2008, State Choir Latvija, VAK-0801
- Amazing Grace (előadó: The Stellenbosch University Choir, vez. André van der Merwe). Laudate, 2009, The Stellenbosch University Choir
- Evening (előadó: University of Louisville Cardinal Singers, vez. Kent Hatteberg). Music of the Northern Horizon. Choral Music from Latvia, Lithuania, Sweden, and Estonia, 2009
- Tāls ceļš (Hosszú út) (előadó: Youth Choir Kamēr..., vez. Māris Sirmais). Mīlas madrigāli, 2010, Youth Choir Kamēr..., KCD1010
- Passion and Resurrection (előadó: Carolyn Sampson, Choir Polyphony, Britten Sinfonia, vez. Stephen Layton / Evening / Night Prayer / A drop in the Ocean / Légende de la femme emmurée / Long Road (előadó: Choir Polyphony, vez. Stephen Layton). Passion and Resurrection, 2011, Hyperion Records